# Procedura nadmiernego deficytu
Procedura nadmiernego deficytu – procedura postępowania w przypadku przekroczenia przez państwo członkowskie Unii Europejskiej określonych kryteriów dyscypliny budżetowej. Procedura określona została w art. 126 Traktatu o funkcjonowaniu Unii Europejskiej i w Protokole nr 12 do tego Traktatu.

## Opis
Procedura nadmiernego deficytu jest nakładana przez Radę UE na państwo członkowskie w przypadku niewypełnienia budżetowych kryteriów konwergencji (spójności), których wartości odniesienia dotyczą:
- 3% dla stosunku planowanego lub rzeczywistego deficytu budżetowego do produktu krajowego brutto wyrażonego w cenach rynkowych,
- 60% dla stosunku zadłużenia publicznego do produktu krajowego brutto wyrażonego w cenach rynkowych.

Procedura określa kryteria, działania, harmonogramy i terminy, które stosują instytucje Unii Europejskiej przy podejmowaniu decyzji dotyczących nadmiernego deficytu oraz zasady postępowania przez państwo członkowskie, którego dotyczy prowadzona procedura. Państwo, którego deficyt został uznany za nadmierny, musi podjąć odpowiednie działania korygujące.
Polska była objęta procedurą nadmiernego deficytu w latach 2004–2008 i 2009–2015. W 2024 Rada UE ponownie objęła Polskę tą procedurą.